# Pic des Langounelles
Le pic des Langounelles (pic de l'Angonella en catalan) est un sommet des Pyrénées situé à la frontière entre l'Andorre et la France. Il se trouve à la limite de la paroisse d'Ordino et de la commune d'Auzat.

## Toponymie
Pic a le même sens en catalan qu'en français et désigne un sommet pointu par opposition aux tossa et bony fréquemment retrouvés dans la toponymie andorrane et qui correspondent à des sommets plus « arrondis ».
Pic des Langounelles est l'orthographe utilisée en Ariège, reconnue par l'Institut national de l'information géographique et forestière ; tandis que pic de l'Angonella est la forme utilisée en Andorre et acceptée par la nomenclature des toponymes d'Andorre.
Langounelles / Angonella (prononcé aŋɣoˈneʎa) provient très probablement du latin anguis qui signifie « serpent »,. Compte tenu de la présence de toponymes pré-romans bascoïdes dans toute la chaîne pyrénéenne et notamment Andorre,, la construction du toponyme à partir de la racine basque gona (« piémont ») associé au suffixe diminutif -ella a également été proposée.

## Géographie

### Localisation
Le pic des Langounelles est un sommet s'élevant à une altitude de 2 816 m ou 2 819 m sur la frontière franco-andorrane entre le pic de Cataperdís au nord et le pic de les Fonts au sud. Il surplombe côté andorran le cirque glaciaire de l'Angonella et les étangs éponymes nichés dans des cuvettes de surcreusement,. Côté français, le pic domine le fond de la vallée de Vicdessos. Il se trouve ainsi à la limite de la paroisse d'Ordino et de la commune d'Auzat,.

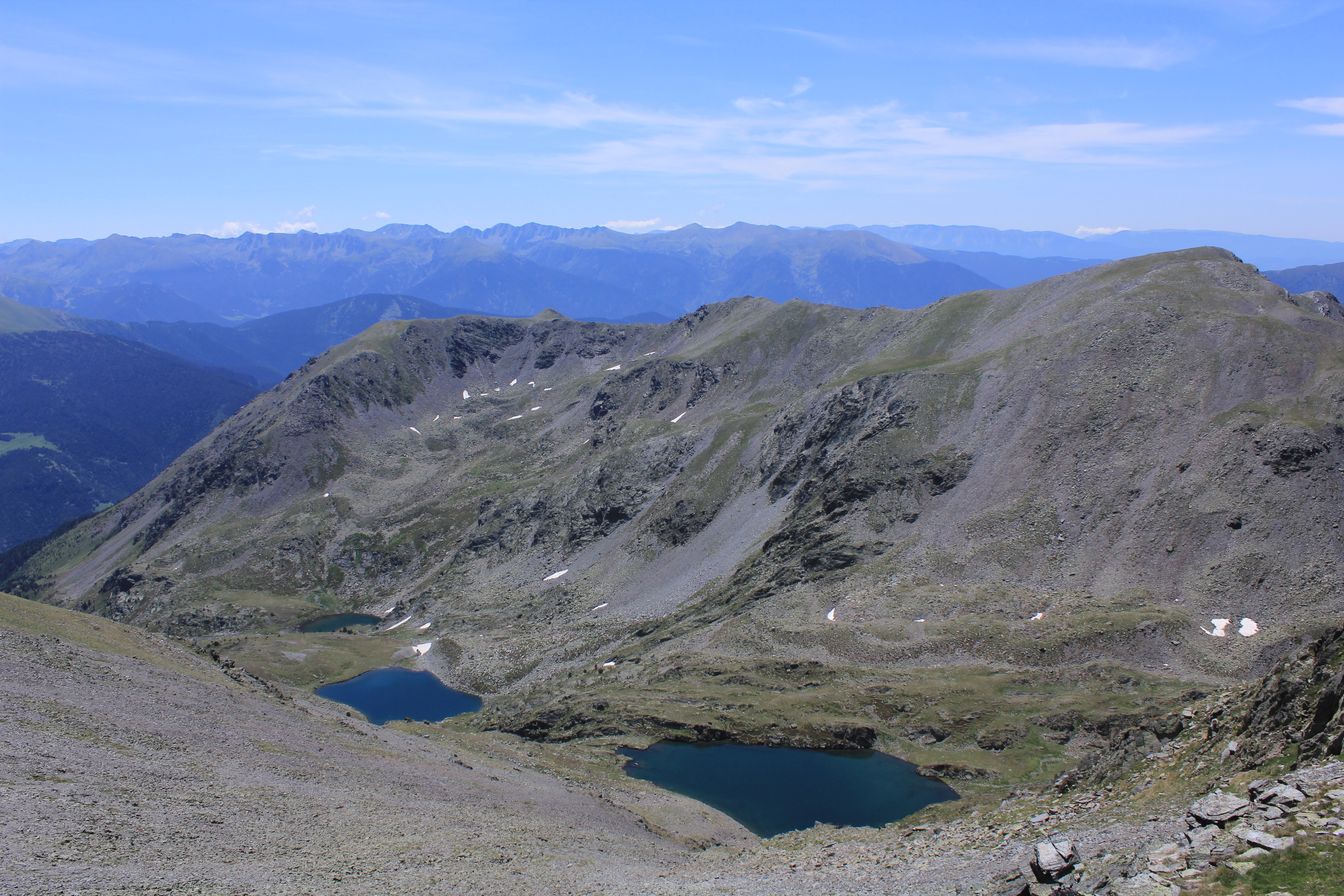
Les estanys de l'Angonella dominés par le pic de les Fonts.
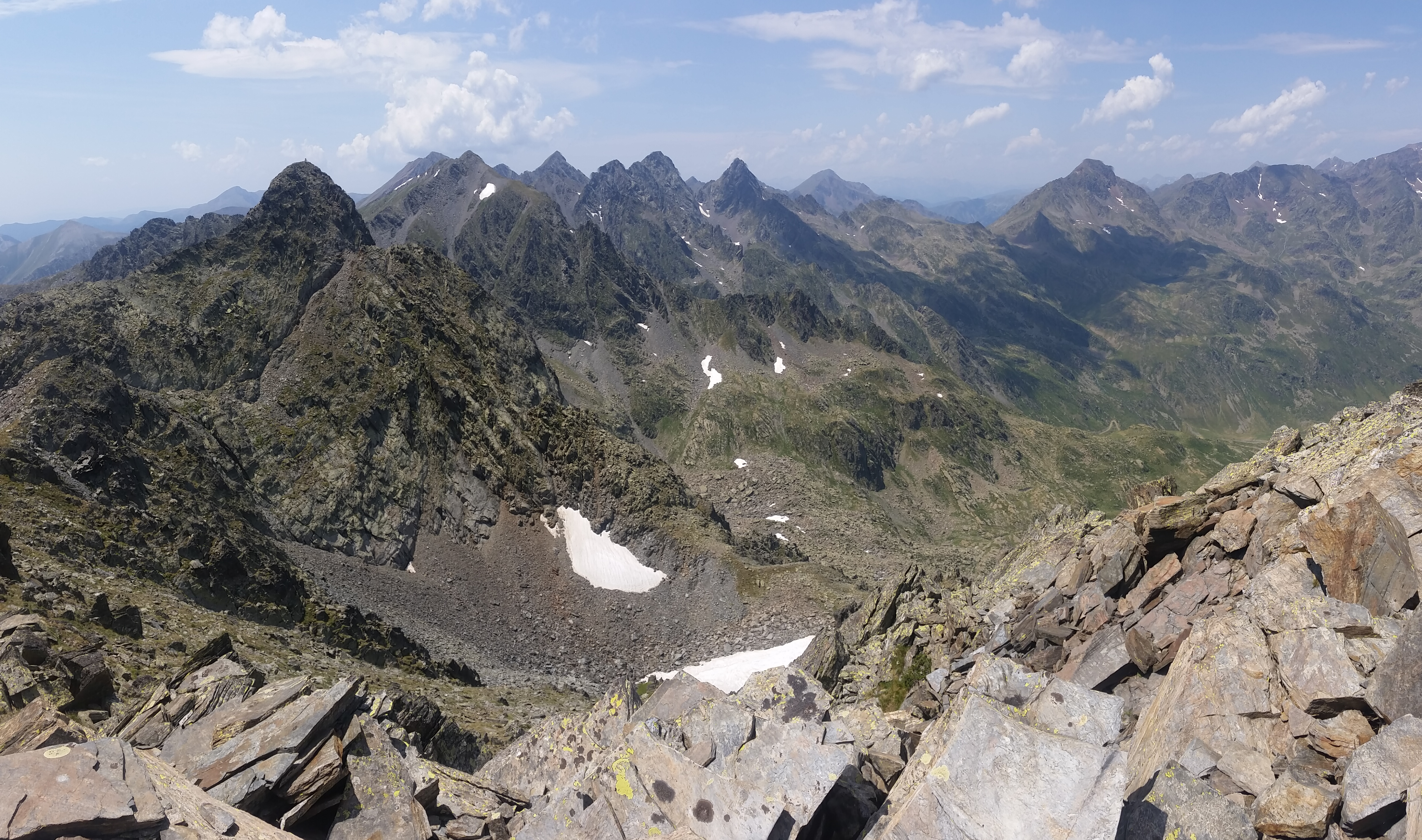
Le pic des Langounelles (sur la gauche), vu depuis le pic de Cataperdís.

### Géologie
Le pic des Langounelles est situé sur la chaîne axiale primaire des Pyrénées et plus particulièrement dans un prolongement du dôme anticlinal de Pallaresa, une structure formée au cours de la phase d'orogenèse varisque. Les roches constituant le pic sont datées du Cambrien inférieur et sont de nature métamorphique (quartzite et ardoise). 
Les glaciations quaternaires ont modelé le relief du pic, creusant notamment le cirque de l'Angonella dont la dureté des roches (bandes de quartzite) explique la raideur et de fait le caractère avalancheux. Le modelage glaciaire a également façonné l'arête joignant le pic des Langounelles aux pics pyramidaux de les Fonts et de Cataperdís.
| \| Pic des Langounelles \|                                             |                                                                                       |
| Position du pic des Langounelles sur la carte géologique de l'Andorre. | Carte géologique de la zone axiale des Pyrénées avec le dôme anticlinal de Pallaresa. |
| Pic des Langounelles                                                   |                                                                                       |

### Climat
Il n'y a pas de station météorologique au sommet du pic des Langounelles. La station météorologique la plus proche côté andorran se trouve à Les Salines près d'El Serrat. Il est néanmoins possible d'estimer les données climatiques du pic à partir de modèles géostatistiques complexes. 
| Mois                              | jan. | fév. | mars | avril | mai   | juin  | jui. | août  | sep.  | oct.  | nov.  | déc.  | année   |
| --------------------------------- | ---- | ---- | ---- | ----- | ----- | ----- | ---- | ----- | ----- | ----- | ----- | ----- | ------- |
| Température minimale moyenne (°C) | −5,7 | −6,5 | −5,2 | −3,8  | −0,4  | 2,7   | 5,2  | 5,1   | 3     | 0,8   | −2,7  | −4,6  | −0,8    |
| Température moyenne (°C)          | −2,5 | −3   | −1,3 | −0,9  | 3,1   | 7     | 10,3 | 10,1  | 7,2   | 3,9   | 0,3   | −1,4  | 2,7     |
| Température maximale moyenne (°C) | 0,9  | 0,7  | 2,8  | 2,7   | 6,5   | 11,4  | 15,2 | 15,5  | 12,3  | 8,2   | 4,2   | 2     | 6,8     |
| Précipitations (mm)               | 87,2 | 46,2 | 62   | 108   | 133,6 | 123,1 | 96,4 | 106,3 | 106,4 | 111,7 | 133,1 | 102,9 | 1 216,7 |

### Faune et flore
Côté français, les pentes du pics sont essentiellement rocheuses et peu végétalisées. On y trouve néanmoins des pelouses d'altitude volontiers acidophiles à Festuca eskia voire Festuca gautieri. Plus bas, aux environs des estanys de l'Angonella se développent des buissons (myrtille des marais).

## Voies d'accès
Il est possible de rejoindre le pic des Langounelles par le port de Rat (2 540 m) qui est accessible depuis la France (fond de la vallée de Soulcem) ou depuis l'Andorre (station d'Ordino Arcalís). Depuis le port de Rat, il faut cheminer vers le sud le long de la ligne de crête pour rejoindre le pic de Cataperdís (2 807 m) et poursuivre jusqu'au pic des Langounelles. Côté andorran, le refuge le plus proche est celui de l'Angonella.

Carte des refuges et sentiers de randonnée en Andorre incluant le port de Rat permettant de rejoindre le pic.
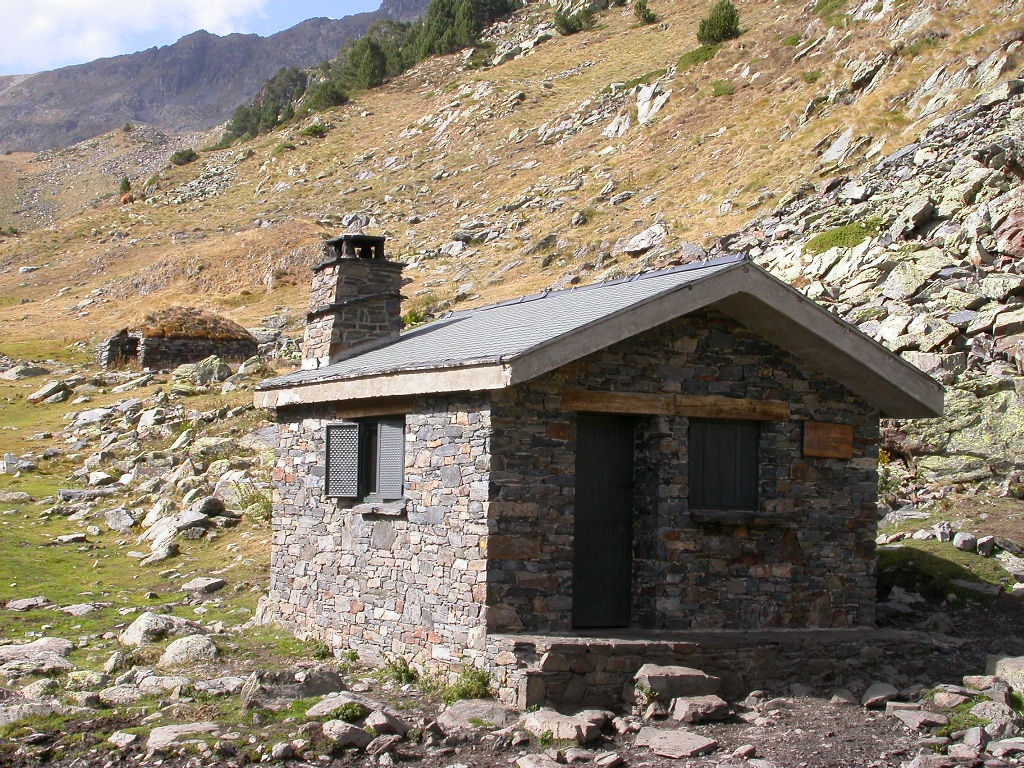
Refuge de l'Angonella.